# Soyuz (família de foguetes)

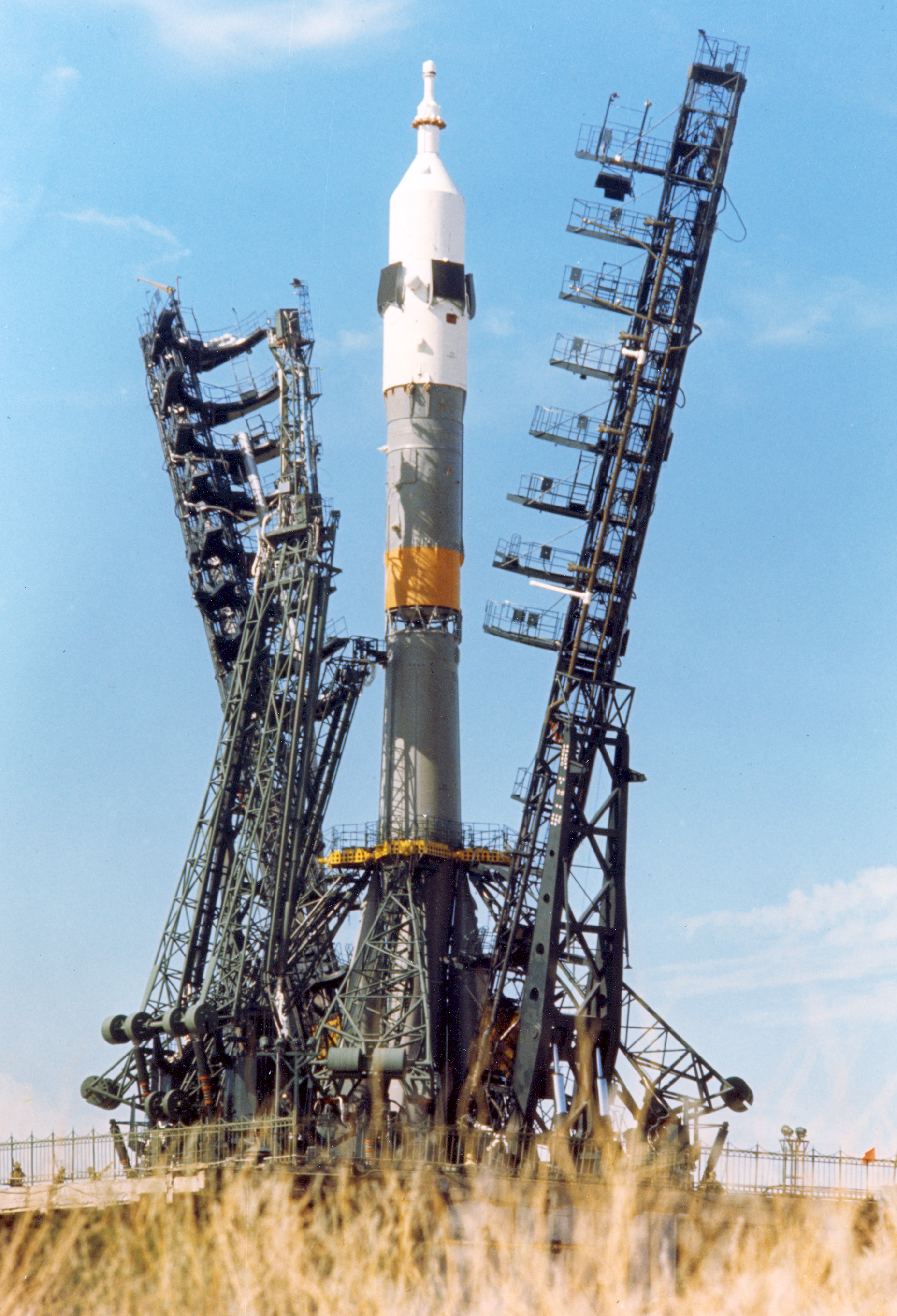
Um foguete Soyuz-U na plataforma de lançamento.

Soyuz, em russo Союз, (União) - é uma família de  veículos de lançamento descartáveis
desenvolvidos pelo OKB-1 na União Soviética desde a década de 1960, e fabricado no TsSKB-Progress,
em Samara, na Rússia.
O veículo de lançamento Soyuz, é o veículo de lançamento mais frequentemente usado no Mundo. Ele tem sido usado desde 1966 para lançar espaçonaves Soyuz, como parte do Programa Soyuz, assim como espaçonaves de carga Progress.
Todos os modelos Soyuz, usam RP-1 e LOX como propelentes, exceto o Soyuz-U2, que usava Syntin, uma variante do RP-1.
A família de foguetes Soyuz, é um subconjunto da família de foguetes R-7.
Em 19 de Janeiro de 2005, a Agência Espacial Europeia e a Roscosmos concordaram em lançar os foguetes Soyuz/ST a partir do Centro Espacial de Kourou. O centro de lançamento equatorial vai permitir ao Soyuz colocar cargas úteis entre 2,7 e 4,9 toneladas em órbita heliossíncrona, dependendo do motor usado no terceiro estágio. A construção de uma plataforma específica para esse fim teve início em 2005 e foi completada em 2011. A plataforma usa integração vertical, como era usual naquela instalação, diferente da integração horizontal usada no Cosmódromo de Baikonur. Um lançamento simulado foi efetuado no início de Maio de 2011. O primeiro lançamento operacional desse modelo de foguete, a partir daquela base, ocorreu em 21 de Outubro de 2011.

## Modelos
- Soyuz - 11A511
- Soyuz-L 11A511L
- Soyuz-M 11A511M
- Soyuz-U 11A511U
- Soyuz-U2 11A511U2 ou 11A511K
- Soyuz-FG 11A511U-FG
- Soyuz-2 14A14

O foguete Molniya-M também foi um derivado da família Soyuz de foguetes.